# Harold Annison
Harold Edward Annison (Hackney, 1895. december 27. – Lancing, 1957. november 27.) olimpiai bronzérmes angol úszó, vízilabdázó.